# Astaciculture
L'astaciculture (du latin : Astacus, et « culture ») est l'élevage des écrevisses, généralement à but commercial ou semi-commercial.

## Méthodes
Elle se réalise très souvent dans d'anciennes cressonnières ou gravières, mais peut aussi être pratiquée dans des parcs spécialement aménagés.

## Espèces indigènes (France, Belgique)
- Astacus astacus L.: l'écrevisse à pattes rouges ou « à pieds rouges ».

## Espèces importées

### D'Europe
- Austropotamobius pallipes : l'écrevisse à pattes blanches.

### D'Amérique du Nord
- Orconectes limosus Rafinesque (Cambarus affinis Say) : l’écrevisse américaine
- Genre Pacifastacus dont l'espèce Pacifastacus leniusculus : l’écrevisse de Californie, ou écrevisse Signal, écrevisse Pacifique
- Orconectes immunis
- Orconectes juvenilis
- Orconectes virilis
- Sous-genre Procambarus (Ortmannicus) dont l'espèce Procambarus acutus[1]

### D'ailleurs
- Astacus leptodactylus Eschscholtz : l'écrevisse « à pattes grêles », ou écrevisse russe, écrevisse turque
- Cherax destructor (Australie)
- Cherax quadricarinatus (Australie)

## Maladies
- la peste de l'écrevisse, attribuée actuellement au champignon Aphanomyces astaci : l'aphanomycose est une épizootie foudroyante ne laissant aucun survivant. Elle s'éteint avec la disparition complète des individus du site contaminé.

- la mycose des œufs, causée par des Saprolegnia.

- la rouille (ou burn spot).